# Харман, Лоуренс, 1-й граф Росс
Лоуренс Харман Парсонс, 1-й граф Росс (англ. Lawrence Harman Parsons, 1st Earl of Rosse; 26 июля 1749 — 20 апреля 1807) — англо-ирландский пэр и политик. Он был известен как лорд Оксмантаун с 1792 по 1795 год и виконт Оксмантаун с 1795 по 1806 год.

## Предыстория
Родился 26 июля 1749 года. Второй сын сэра Лоуренса Парсонса, 3-го баронета из замка Бирр (1708—1756), графство Оффали, и его жены Энн, дочери Уэнтуорта Хармана. Он получил образование в Тринити-колледже (Дублинский университет, Дублин, Ирландия).
В графстве Лонгфорд он унаследовал поместья своего дяди, преподобного Каттса Хармана (? — 1784), с оговоркой, что он примет фамилию Харман (таким образом, став Лоуренсом Харманом Парсонсом).

## Политическая карьера
Лоуренс Парсонс заседал в Ирландской палате общин от графства Лонгфорд с 1775 по 1792 год.
25 сентября 1792 года ему был пожалован титул барона Оксмантауна (графство Уэксфорд), с правом наследования для его племянника Лоуренса. 6 октября 1795 года для него был создан титул виконта Оксмантауна из Оксмантауна в графстве Дублин. 3 февраля 1806 года ему был пожалован титул графа Росса (Пэрство Ирландии), с правом наследования для его племянника Лоуренса.
С 1800 по 1807 год — ирландский пэр-представитель в Палате лордов Великобритании.

## Семья
11 июня 1772 года лорд Росс женился на леди Джейн Кинг (? — 26 января 1838), дочери Эдварда Кинга, 1-го графа Кингстона (1726—1797), и Джейн Колфилд. У супругов была одна дочь:
- Леди Фрэнсис Парсонс (31 марта 1775 — 7 октября 1841).

Лорд Росс скончался в апреле 1807 года в возрасте 57 лет. После его смерти титул виконта угас, а титулы графа и барона унаследовал его племянник Лоуренс Парсонс, 2-й граф Росс. Леди Росс умерла в январе 1838 года, и поместья унаследовала их единственная дочь, леди Фрэнсис (1775—1841), жена Роберта Кинга, 1-го виконта Лортона, потомками которого была семья Кинг-Харман из Ньюкасл-хауса, графство Лонгфорд.